# Aramutaro de la Cal
Aramutaro de la Cal är en ort i Mexiko.   Den ligger i kommunen Angamacutiro och delstaten Michoacán de Ocampo, i den centrala delen av landet, 290 km väster om huvudstaden Mexico City. Aramutaro de la Cal ligger 1 698 meter över havet och antalet invånare är 249.
Terrängen runt Aramutaro de la Cal är platt åt sydväst, men åt nordost är den kuperad. Runt Aramutaro de la Cal är det ganska tätbefolkat, med 58 invånare per kvadratkilometer. Närmaste större samhälle är Angamacutiro de la Unión, 9,1 km sydost om Aramutaro de la Cal. I omgivningarna runt Aramutaro de la Cal växer huvudsakligen savannskog.